# خلافکاران لندن (مجموعه تلویزیونی)
خلافکاران لندن یک سریال اکشن-جنایی بریتانیایی است. این سریال تلویزیونی جنایی که بر اساس بازی ویدیویی به همین نام، تولید شده توسط Pulse Films & Sister ساخته شده، داستان این سریال به دنبال مبارزات بین باندهای رقیب و سایر سازمان‌های جنایتکار در لندن امروزی است. تمام ۹ قسمت در ۲۳ آوریل ۲۰۲۰ در انگلستان پخش شد. این سریال توسط گرت ایوانز، مشهور به فیلم‌های جنایی اکشن The Raid، به همراه مت فلانرنی ساخته شده‌است.
فصل اول این سریال در ایران توسط دو استودیوی متفاوت (کوالیما) و (تماشاخونه) و فصل دوم آن توسط (گپ فیلم) دوبله شده است

## خلاصه‌ی داستان
وقتی "فین والاس" رئیس قدرتمندترین دار و دسته‌ی لندن ترور می‌شود، صلح بین دارودسته‌های مختلف لندن به هم می‌خورد. حالا "شان" پسر "فین" باید کنترل اوضاع را به دست گرفته و انتقام خون پدرش را از قاتلانش بگیرد ...

## بازیگران و شخصیت‌ها
خانواده والاس
- جو کول به عنوان شان والاس، بزرگ‌ترین فرزند فین و ماریان والاس و وارث امپراتوری جنایتکار خود است.
- میشل فیرلی به عنوان ماریان والاس، همسر فین والاس ایفای نقش می‌کند.
- والن کین به عنوان ژاکلین رابینسون، دختر حامله فن و ماریان والاس و یک دکتر A&E است. او به دلیل پیوندهای آنها با جرائم سازمان یافته‌ای که از آن می‌ترسد می‌تواند امنیت آینده فرزند متولد نشده خود را تحت تأثیر قرار دهد، از خانواده والاس فاصله گرفت.
- برایان ورنل در نقش بیلی والاس، معتاد بهبود یافته هروئین و کوچک‌ترین فرزند فن و ماریان والاس است.
- کلم مینزی به عنوان فین والاس، رئیس سندیکای جرایم سازمان یافته مستقر در لندن.[۱]
- Sope Dirisu به عنوان الیوت فینچ، بادیگارد خانواده والاس.
- جود آکودودایک در نقش چارلی کارتر، بوکسور سابق و پدر الیوت فینچ.
- آدریان بور به عنوان مارک، مجری والاس.
- Emmett J. Scanlan در نقش جک اودورتی، راننده فین والاس.

خانواده دومانی
- لوسیان مساماتی به عنوان اد دومانی
- Paapa Essiedu به عنوان الکساندر 'الکس' Dumani، پسر اد دومانی.
- پیپا بنت وارنر در نقش شانون دومانی، یک مادر مجرد و دختر اد دومانی.

کردها
- نرگس رشیدی به عنوان لاله، یک مبارز کرد پ.ک. ک که بر فروش هروئین در مناطقی از لندن واردات و نظارت می‌کند.

پلیس
- جینگ لوسی به عنوان ویکتوریا 'ویکی' چونگ، بازرس کارآگاه پلیس بزرگ لندن.
- گری کوپر به عنوان جان هارکس، بازرس اصلی کارآگاه در پلیس بزرگ لندن.

آلبانیایی‌ها
- اورلی شوکا در نقش لوان دوشاج، رهبر مافیای آلبانی.
- Neb Basani در نقش Tarik Gjelaj، مرد دست راست Luan، سگ آلبانی.

پاکستانی‌ها
- آصف رضا میر در نقش آصف آفریدی، پادشاه هروئین پاکستانی و پدر ناصر آفریدی است.
- پارت تاکر به عنوان ناصر آفریدی، سیاستمداری که برای شهردار لندن و فرزند آصف آفریدی فعالیت می‌کند.

مسافران ولزی
- مارک لوئیس جونز به عنوان کینی ادواردز، رهبر گروهی از مسافران ولزی.
- ریچارد هارینگتون در مقام مال، ستوان کینی ادواردز.
- آلد آپ استفان در نقش دارن ادواردز، فرزند کینی ادواردز

شخصیت‌های دیگر
- دیوید بردلی در نقش جیم
- ری پانتاکی به عنوان جوان کاپادیا
- دیوید آوری به عنوان آنتونی
- کنستانتین گرگوری به عنوان مولوتوک
- اسکات جیمز به عنوان اسکات
- اکسل اوستون در نقش هکر
- تای متیو به عنوان دنی
- آرتا دوبروشی به عنوان فلورینا
- مادس کودال به عنوان لئیف

## تولید
در طول تولید فیلمبرداری، از St Clere Estate در کنت برای تهیه یک سایت Traveler و Dartford برای فیلمبرداری از صحنه قایق با سرعت در نزدیکی پل ملکه الیزابت دوم بازدید کرد. صحنه رانندگی نیز در مسیر زائران به نمایش گذاشته شد.

## رهایی
فصل اول با شبکه پرداخت آمریکا Cinemax تولید شد که انتظار می‌رود این سریال را در کنار Sky پخش کند. با این حال، پس از اعلامیه در ژانویه سال ۲۰۲۰ توسط مدیران با شرکت مادر وارنر مدیا مبنی بر خاموش شدن برنامه‌نویسی اصلی Cinemax، تولیدکنندگان آن با برکت Cinemax شروع به مذاکره برای انتقال این سریال به یک رسانه دیگر کردند. AMC متعاقباً معامله ای را برای به دست آوردن حقوق پخش در ایالات متحده اعلام کرد و برای دومین فصل تازه سفارش به همکاری درآمد.

## پذیرایی
در مورد جمع‌آوری بررسی Rotten Tom گوگل، این سریال دارای ۷۱٪ تأیید است. GQ گفت «این یک مدعی اولیه قوی بهترین نمایش تابستان است.»
این سریال به دومین پرتاب درام اصلی Sky Atlantic در همه زمان‌ها تبدیل شد، با تماشای تجمعی ۷ روزه ۲٫۲۳ میلیون بیننده برای قسمت افتتاحیه.